# Tim Sparks
Tim Sparks, född 31 oktober 1954, är en amerikansk gitarrist, sångare, arrangör och kompositör.

## Diskografi
- The Nutcracker Suite (1993)
- Guitar Bazaar (1995)
- One String Leads To Another (1999)
- Neshamah (sånger från diasporan) (1999)
- Tanz (med Cyro Baptista och Greg Cohen) (2000)
- At The Rebbe's Table (2002)
- Masada Guitars (en samlingsskiva med bland annat Bill Frisell och Marc Ribot) (2003)